# Aristobul II de Judea
Aristobul II de Judea (llatí: Aristobūlus, en grec antic: Ἀριστόβουλος, «Aristóboulos») va ser el fill més jove d'Alexandre Janeu i de Salomé Alexandra.
Durant els nou anys que va durar el regnat de sa mare (entre el 76 aC i 67 aC) aquesta va restaurar la influència dels fariseus, a la qual Aristobul es va oposar donant suport als saduceus. Morta la mare potser l'any 67 aC, es va enfrontar per la successió amb el seu germà Hircà II que l'any 66 aC va haver de renunciar al tron i al càrrec de gran sacerdot i es va refugiar amb els nabateus del rei Aretes III. Aristòbul es va imposar amb l'ajut dels seguidors saduceus del seu pare que s'havien refugiat a algunes fortaleses per evitar el perill dels fariseus mentre van estar protegits per Alexandra.
L'any 65 aC el rei nabateu Aretes III, que governava Damasc del 85 aC ençà, va envair Judea esperonat per Antípater, el cap idumeu, i va assetjar Jerusalem, però els llegats de Pompeu, Marc Emili Escaure i Aulus Gabini, el van rebutjar després de ser subornats per Aristobul.
El 63 aC es va entrevistar amb Pompeu a Damasc i en veure que el romà donava suport a Hircà, va tornar a Judea i es va preparar per a la guerra. En acostar-se Pompeu, Aristobul va evacuar la fortalesa d'Alexandrèon i finalment es va presentar al romà que el va obligar a signar la rendició. Aristobul es va retirar a Jerusalem.
Pompeu va continuar el seu camí cap a Jerusalem i Aristobul li va sortir al pas i li va oferir la seva submissió, però els seus partidaris a la ciutat no el van voler seguir i Pompeu va haver d'assetjar la ciutat, que va ocupar i va fer presoners a Aristòbul i als seus fills. Apià diu erròniament que Pompeu el va fer matar en el moment d'ocupar Jerusalem.
Aristobul va ser traslladat a Roma d'on es va escapar l'any 57 aC amb el seu fill Antígon i va tornar a Judea on va reunir els seus partidaris i es va alçar en rebel·lió però va ser assetjat a Maquerunt quan intentava restaurar les fortificacions, i on el va fer presoner Aulus Gabini que el va tornar a enviar a Roma.
L'any 49 aC va ser alliberat per Juli Cèsar que el va enviar a Judea perquè representés els seus interessos, però va ser enverinat en el camí per addictes del partit pompeià.